# Melittobia
Melittobia is een geslacht van vliesvleugeligen uit de familie Eulophidae. De wetenschappelijke naam van dit geslacht is voor het eerst geldig gepubliceerd in 1848 door Westwood.

## Soorten
Het geslacht Melittobia omvat de volgende soorten:
- Melittobia acasta (Walker, 1839)
- Melittobia assemi Dahms, 1984
- Melittobia australica Girault, 1912
- Melittobia bekiliensis Risbec, 1952
- Melittobia chalybii Ashmead, 1892
- Melittobia clavicornis (Cameron, 1908)
- Melittobia digitata Dahms, 1984
- Melittobia evansi Dahms, 1984
- Melittobia hawaiiensis Perkins, 1907
- Melittobia megachilis (Packard, 1864)
- Melittobia scapata Dahms, 1984
- Melittobia sosui Dahms, 1984